# Koila Nailatikau
Adi Koila Mara Nailatikau é uma advogada fijiana, que já atuou como diplomata e política. Também foi primeira-dama de Fiji de 2009 a 2015, como esposa de Ratu Epeli Nailatikau, presidente das Fiji.

## Histórico familiar
Seu pai, Ratu Sir Kamisese Mara (1920–2004), era Tui Nayau (Chefe Supremo das Ilhas Lau) e serviu como primeiro primeiro-ministro das Fiji (1967–1992, além de um breve interrupção em 1987) e mais tarde como Presidente (1993-2000), e é considerado o pai fundador das Fiji modernas.
Em 1981, Adi Koila casou-se com Ratu Epeli Nailatikau, descendente de outra família de chefes, que teve uma carreira distinta como militar, diplomata e político. Epeli foi nomeado Presidente das Fiji pelo regime apoiado pelos militares em 2009, tendo atuado anteriormente como Comandante das Forças Militares na década de 1980, Alto-comissário no Reino Unido na década de 1990, vice-primeiro-ministro em 2000 e 2001 e, finalmente, como presidente da Câmara dos Representantes de 2001 a 2006.

## Carreira
Depois de servir seu país como diplomata nas décadas de 1980 e 1990, Adi Koila decidiu seguir os passos de seu pai, e foi eleita para a Câmara dos Representantes em 1999 como candidata da Aliança Democrática Cristã, representando o distrito comunal fijiano de Lau, que antes havia sido ocupado por seu pai e seu irmão, Ratu Finau Mara. No gabinete de coligação que foi posteriormente nomeado, Adi Koila tornou-se Ministra do Turismo.
A carreira ministerial de Adi Koila foi encerrada repentinamente em 19 de maio de 2000, quando George Speight, um nacionalista extremista fijiano que se opunha à presença dos indo-fijianos no governo, tomou o poder, sequestrando o primeiro-ministro Mahendra Chaudhry e a maior parte do gabinete, incluindo Adi Koila. Juntamente com seus companheiros reféns, Adi Koila foi mantida em cativeiro por 56 dias. Essa situação produziu um longo período de turbulência política no país. A democracia foi restaurada em 2001, e Adi Koila foi escolhida pelo Conselho Provincial de Lau, em nome do Grande Conselho de Chefes, para preencher um dos quatorze assentos do Senado reservados para representantes de Fiji. Ela desempenhou um papel ativo como presidente do Comitê de Privilégios do Senado e como membro do Comitê de Relações Exteriores do Senado.